# 安丹站
安丹站（日语：／ Antan eki */?）是位於山形縣鶴岡市安丹，庄內交通湯野濱線的鐵路車站（廢站）。

## 歷史
- 1948年（昭和23年）8月1日：庄內交通的車站啟用[1]。
- 1975年（昭和50年）4月1日：湯野濱線被廢除，此站也被廢除 [1]。

## 車站構造
此站是地面車站，設有1面2線的島式月台。此站可進行列車交會，但是在晩年沒有使用列車交會設備。此站是無人車站。雖然此站一般被稱為車站，但是嚴格上，此站屬於一座停留所（※與京田站同樣）。

## 車站周邊
- 安丹公民館

## 遺跡
由於在廢線後進行土地重整，因此已經看不到車站遺跡。

## 相鄰車站
庄內交通
湯野濱線
京田－安丹－北大山

## 注腳
1. 1 2  《日本鐵道旅行地圖帳 全線全站全廢線 2 東北》（監修：今尾惠介，新潮社，2008年6月發行）47頁

## 相關項目
- 日本鐵路車站列表 A